# Парламент Федерације Босне и Херцеговине
Парламент Федерације Босне и Херцеговине је народно представништво и законодавни орган Федерације Босне и Херцеговине. Састоји се из два дома: Дома народа и Представничког дома.

## Надлежности
Парламент Федерације Босне и Херцеговине је надлежан за:
- избор предсједника Федерације Босне и Херцеговине и два потпредсједника;
- подношење захтјева Уставном суду Федерације Босне и Херцеговине да одлучи треба ли смијенити предсједника Федерације или једног од потпредсједника;
- потврђивање именовања Владе Федерације Босне и Херцеговине већином гласова;
- доношење закона о вршењу функција федералне власти;
- давање овлашћења кантонима да закључују споразуме са државама и међународним организацијама, уз сагласност Парламентарне скупштине Босне и Херцеговине, осим за споразуме оне врсте за које Парламентарна скупштина законом одлучи да им није потребна таква сагласност;
- одобравање, већином гласова, споразума са државама и међународним организацијама, уз претходну сагласност Парламентарне скупштине Босне и Херцеговине, осим споразума оне врсте за које Парламентарна скупштина законом одлучи да им није потребна таква сагласност;
- доношење буџета Федерације и закона о опорезивању и осигурању потребног финансирања на други начин; и
- вршење других надлежности које су му повјерене.

Одлуке Парламента захтијевају потврду оба дома (Представничког дома и Дома народа) осим за пословнике и декларације које домови самостално доносе.